# Vasile Oprea
Vasile Oprea, né le 3 mars 1957 à Bucarest, est un joueur et entraîneur de handball roumain. Son fils, Dragoș Oprea (de), est également handballeur professionnel à THW Kiel.

## Palmarès

### Club
Compétitions internationales
- Coupe des clubs champions (C1)
  - Demi-finaliste (1) : 1979
- Coupe des vainqueurs de coupe (C2)
  - Finaliste (1) : 1983

Compétitions nationales
- Championnat de Roumanie
  - Champion (2) : 1978, 1986
- Coupe de Roumanie
  - Vainqueur (2) : 1979, 1982

### Sélection nationale
Jeux olympiques
- médaille de bronze aux Jeux olympiques de 1984 à Los Angeles  États-Unis

### Entraîneur
- Championnat de Roumanie (1) : 1995